# Дивотино
Дивотино е село в Западна България. То се намира в община Перник, област Перник. Кмет на селото - Симеон Трайков Методиев.

## География
Дивотино се намира на 4 километра северно от Перник, в полите на Люлин. В землището на селото се намира първата въглищна мина в Пернишкия регион – „Света Анна“ (днес закрита).

## История
Село Дивотино е старо, средновековно селище, вписано в списъците на джелепкешаните от 1576 година под името Дивотине, към нахия Грахова на кааза София. 
Селото се споменава за първи път в турски регистри от 15 век. В землището му са намирани останки от първобитния общински строй (неолит, палеолит).

## Праистория, Късна Античност и Средновековие
Праисторическото тракийско селище на западния дял на Люлин планина, на седловината между възвишенията Чучуль и Криви камик се намира на около 2 километра от сегашното село. На затревения терен на платото между двете халщатски и късноантични крепости се намират археологически материали от праисторическото селище. Тук са намирани тежести и много керамика с различна производствена техника. Днес над земята все още могат да се намерят отделни фрагменти от груба, дебелостенна халщатска керамика, която се намира заедно с фрагменти от тънкостенна латенска керамика.
Праисторическото тракийско селище е изградено в близост с двете крепости от връх Чучуль и от Криви камик. То е синхронно с тях и безспорно тясно свързано. В миналото теренът е обработван, но днес е затревен.
На естествено защитен терен, обхванат от скален масив, известен като Чучуль или Гола глава, върко площ от около 0.3 m² е изградена малка крепост през халщатската епоха. Крепостната стена се очертава като вал над терена. Тя има ширина от около 1,50 м. Иван Велков, видял крепостта преди години, съобщава, че стената е била изградена от дребен камък без хоросан. На малкото плато, ограничено от крепостна стена, са намерени фрагменти от керамика, като някои парчета принадлежат към латенската керамика.
През късната античност крепостта отново е обитавана. Върху северозападната ѝ част освен късноантична строителна и битова керамика има и много сгур и шлак. Те разкриват, че тук през тази епоха е ставала преработка на руди, пренесени от близките рудодобивни райони.
Халщатската и късноантична крепост на Криви камик се е намирала на около 2,2 км. от сегашното село Дивотино. На естествено защитен терен, с подчертано стратегическо местоположение, през халщатската епоха е изградена крепост, която е обхващала площ от около 0,5 m². Крепостната стена, очертана днес като вал, обхваща южния скат на възвишението. В миналото над земята били запазени части от крепостните стени, които били изградени от ломен камък. Днес на терена може да се открият само фрагменти от предримска и късноантична керамика. През първите години на римското господство крепостта е изоставена, но през късната античност тук отново е изградена малка крепост, свързана с близката и крепост на Чучуль и принадлежаща към същата укрепителна система.
В двора на манастира „Св. Петър“, непосредствено до селото, на изток до 70-те години на ХХ век късноантичната крепост до храма е била сравнително добре запазена. На най-високата част на крепостта е имало кула. Тя е била изградена от ломен камък и хоросан. Днес на мястото може да се намерят само елементи от керамични фрагменти. През Късното средновековие над крепостта е изграден манастир, като при строежа му са използвани материали, взети от късноантичната крепост.
В местността Ушите при изкопи много често са разкривани погребения. През 70-те години там е открита зидана раннохристиянска гробница със сводово покритие. В нея е намерен скелет без погребален инвентар. Единични погребения на мястото свидетелстват, че некрополът е използван през късната античност и ранното християнство и е бил свързан с храмовете и крепостите в близост до съвременното землище на селото.
При изграждането на каптажа на селото в двора на семейство Петканови са разкрити стени, изградени от камък и тухли с хоросанова спойка и част от стела с надпис, от който се четат буквите H.S.ES. В двора на семейството са открити и култови зооморфни теракотни фигури, керамика и стени, които датират от античността. Намерените находки свидетелстват, че тук е имало някакво антично светилище, свързано с култа към водата и боговете лечители.
В местността Кремените, в двора на някогашното селско стопанство, са разкривани стени, монети, долиуми и много елементи от оброчни плочки. Тези находки са откривани на сравнително малка площ. Тези данни свидетелстват, че тук през античността е имало светилище. Недалеч от мястото при оброк Св. Богородица, се намират и материали от голяма антична сграда. Днес теренът над сградата е изцяло затревен. В миналото ясно са личали основите на стените и апсидата. Размерите на постройката свидетелстват, че тук през ранното християнство е бил изграден храм. 
Освободителната война преминава почти безшумно за жителите на село Дивотино: петнайсетина руски офицери се спускат от Люлин, но тъй като не откриват турски жители в селото, продължават към Перник и Радомир.

## Религии
- В селото винаги, дори по време на османското владичество, са живели само православни християни.
- Черквата в селото е посветена на големия християнски празник Рождество Христово. Построена е през 1871 година. По време на силното земетресение през 2012 година сградата бива значително засегната. А година по-късно покривът се срутва, както и част от стените на храма[4]. Започват възстановителни дейности. Ремонтираната черква е осветена на 9-ти декември 2018 година, празникът Зачатие на света Анна, от Белоградчишки епископ Поликарп, викарий на Софийския митрополит Неофит[5].
- В близост се намира Дивотинският манастир „Св. Троица“. Манастирът е действащ, мъжки.
- Селото принадлежи към Софийска епархия на Българската православна църква.

## Обществени институции
- Основно училище „Св. св. Кирил и Методий“, до 7 клас
- Читалище „Чичо Стоян“

## Културни и природни забележителности
- Параклис „Св. Петър“ на 500 м от селото.
- Разположено в смесена гора в подножието на върховете Чучул и Криви Камик.
- Дивотински манастир „Св. Троица“
- Войнишки паметник на загиналите във войните

## Редовни събития
- Годишният събор на с. Дивотино се провежда ежегодно на 24 май.
- На параклиса се организира събор на 29 юни.

## Личности
- Чичо Стоян – Стоян Михайлов Попов (1865 – 1939), детски писател

## Галерия
- Основно училище „Кирил и Методий“
- Чичо Стоян

## Други
Нос Дивотино на остров Робърт, Южни Шетландски острови е наименуван в чест на село Дивотино.